# Céline Milliat-Baumgartner
Pour les articles homonymes, voir Milliat et Baumgartner.
Céline Milliat-Baumgartner, née le 13 août 1976, est une actrice et dramaturge française.

## Biographie
Sa mère Michèle Baumgartner est actrice. Ses parents meurent dans un accident de voiture quand elle a 8 ans, laissant deux orphelins, Céline et son frère cadet David.
Elle suit pendant dix ans une formation de danse classique puis entre dans la classe libre du Cours Florent en 1997.
En 2015, dans un court roman, Les bijoux de pacotille, elle raconte son enfance et la mort prématurée de ses parents. En 2018, ce roman devient un spectacle théâtral,.

## Filmographie
- 1998 : Dormez, je le veux ! d'Irène Jouannet
- 2001 : Mademoiselle Butterfly
- 2002 : Tango volé
- 2003 : Après la pluie, le beau temps de Nathalie Schmidt
- 2005 : Pablo, mon père et moi
- 2006 : Avocats et Associés (série TV)
- 2012 : L'Air de rien, de Grégory Magne et Stéphane Viard
- 2014 : Le Système Ponzi (téléfilm)
- 2017 : Plonger de Mélanie Laurent
- 2018 : Profilage, épisode Fuir
- 2019 : La Lutte des classes de Michel Leclerc

## Théâtre

### Comédienne
- 2002 : L'Homosexuel ou la Difficulté de s'exprimer de Copi, mise en scène Jean-Michel Rabeux, Théâtre de la Bastille
- 2002 : L'Androcée de Christian Siméon, mise en scène Jean Macqueron, L'Étoile du Nord
- 2002 : La Compagnie des spectres de Lydie Salvayre, mise en scène Monica Espina, Théâtre National de Chaillot
- 2003 : Valparaiso de Don DeLillo, mise en scène Thierry de Peretti, Théâtre de la Bastille
- 2004 : Richard II de William Shakespeare, mise en scène Thierry de Peretti, Théâtre de la Ville
- 2004 : Le Château de Cène de Bernard Noël, mise en scène Wissam Arbache, Théâtre du Rond-Point
- 2004 : Le Retour au désert de Bernard-Marie Koltès, mise en scène Jean de Pange, Espace Bernard-Marie Koltès (Metz)
- 2005 : Le Cas Blanche-Neige de Howard Barker, mise en scène Frédéric Maragnani, Théâtre Jean-Vilar (Suresnes)
- 2006 : Les Placebos de l'histoire d'Eugène Durif, mise en scène Lucie Berelowitsch, Théâtre de l'Est parisien
- 2007 : La Nuit des rois de William Shakespeare, mise en scène Julien Kosellec et Cédric Orain, L'Étoile du Nord
- 2007 : Le Songe d'une nuit d'été de William Shakespeare, mise en scène Jean-Michel Rabeux, tournée
- 2010 : Striptease de et mise en scène de Cédric Orain, conception Céline Milliat-Baumgartner, Théâtre de la Bastille
- 2010 : Les Souffrances de Job de Hanoch Levin, mise en scène Laurent Brethome, Théâtre de l'Odéon, tournée
- 2010 : La Barbe bleue d'après d'après Charles Perrault, de et mise en scène Jean-Michel Rabeux, tournée
- 2010 : Épousailles et Représailles de Hanoch Levin, mise en scène Séverine Chavrier, Théâtre Nanterre-Amandiers
- 2010 : Evo velitchestvo !, mise en scène Lucie Berelowitsch, Le Trident (Cherbourg-en-Cotentin)
- 2011 : Modèles d'après Pierre Bourdieu, Marie Darrieussecq, Virginie Despentes, Marguerite Duras, Catherine Millet, Virginia Woolf et écriture collective, mise en scène Pauline Bureau, tournée
- 2011 : Le Chant des sirènes d'après Homère, mise en scène Cédric Orain, tournée
- 2012 : Le Système de Ponzi de et mise en scène David Lescot, Théâtre de la Ville
- 2012 : Santa Lucia della Bella Speranza de Sara Sole Notarbartolo, mise en espace David Lescot, Théâtre de la Ville
- 2013-2014 : The Scottish Play de Cédric Orain, tournée
- 2014 : Nos occupations de et mise en scène David Lescot, Théâtre de la Ville
- 2015 : My Whispering Hosts, conception Marc Lainé, Festival les Indisciplinées (Lorient)
- 2015 : Lost in Tchekhov d'après Anton Tchekhov, mise en scène Catherine Riboli, tournée
- 2015 : Un temps de chien de Brigitte Buc, mise en scène Jean Bouchaud, tournée
- 2018-2021 : Les Bijoux de pacotille de Céline Milliat-Baumgartner, mise en scène Pauline Bureau, Théâtre du Rond-Point, tournée
- 2018 : Notre parole d'après Valère Novarina, mise en scène Cédric Orain, tournée
- 2019 : Dans le frigo d'après Copi, mise en scène Clément Poirée, Théâtre de la Tempête
- 2020 : D'un lit l'autre de et mise en scène Tünde Deak, Centre dramatique national de Normandie-Rouen
- 2020 : Marilyn, ma grand-mère et moi de Céline Milliat-Baumgartner, mise en scène Valérie Lesort, Le Préau (Vire)

### Auteur
- 2010 : Striptease, mise en scène de Cédric Orain, Théâtre de la Bastille
- 2018 : Les Bijoux de pacotille, mise en scène Pauline Bureau, Théâtre du Rond-Point, tournée
- 2020 : Marilyn, ma grand-mère et moi, mise en scène Valérie Lesort, Le Préau (Vire)